# A Timeless Christmas
A Timeless Christmas foi um álbum da banda cristã Israel & New Breed lançado em 2006, pela gravadora Integrity.

## Faixas
1. Nutcracker Overture
2. Everybody Knows
3. Hark (feat. Matthew Ward)
4. O Come
5. Tidings
6. Christmas Worship Medley
7. Least of These
8. Nutcracker Interlude
9. By Christmas Day (feat. Marvin Winans)
10. Nocturnal Mist (feat. Marcus Miller)
11. Silent Nocturne (feat. Lalah Hathaway & Gerald Albright)
12. Sonny Boy Christmas (feat. Israel Duncan Houghton II)
13. Go Tell It
14. We Wish You A Merry Christmas (feat. CeCe Winans)
15. Have Yourself A Merry Little Christmas (feat. Marvin Winans, CeCe Winans, Matthew Ward, Lalah Hathaway, Daniel Johnson and Gerald Albright)